# Dorothy E. Smith
Dorothy Edith Smith, född 6 juli 1926 i Northallerton, död 3 juni 2022 i Vancover, var en kanadensisk etnograf, sociolog och marxistisk feminist av brittisk härkomst. I sin forskning inriktade hon sig bland annat på genusvetenskap, feministisk teori, feministsociologi, vetenskapssociologi och ståndpunktsfeminism.

## Biografi
Dorothy E. Smith föddes år 1926 i Northallerton i North Riding of Yorkshire i norra England. Hon avlade bachelor of science-examen vid London School of Economics 1955. Efter att ha gift sig flyttade Smith till USA; år 1963 avlade hon doktorsexamen i sociologi vid University of California. Paret Smith skilde sig och hon valde då att återvända till England, där hon under några år föreläste vid University of Essex utanför Colchester. År 1968 flyttade Smith med sina söner till Vancouver i Kanada för att undervisa vid University of British Columbia. Smith flyttade 1977 till Toronto för att föreläsa vid Ontario Institute for Studies in Education. År 1994 utnämndes hon till adjungerad professor vid University of Victoria. Där föreläste hon bland annat om institutionell etnografi, som utforskar människors sociala relationer med varann i vardagslivet, till exempel skolan och på arbetet. Smith ville att den institutionella etnografin skulle utgöra ett alternativ till den traditionella etnografins teorier och metoder. Den institutionella etnografin går tillbaka på Marx teorier, eftersom denna forskningsinriktning fokuserar på hur de enskilda individernas vardagsliv formas av de materiella omständigheterna. Smith medverkade därtill till feministtidskriften Signs.
Dorothy E. Smith avled år 2022 i Vancouver, 95 år gammal.

## Priser (urval)
- Lifetime Achievement Award, Section on Marxist Sociology of the American Sociological Association
- CSA John Porter Award
- Order of Canada[6]